# سليمان سرى أرال
سليمان سرى أرال، من مواليد سالونيك عام 1874، وتوفي بتاريخ 15 ديسمبر 1925، هو سياسي تركي، وخريج كلية الهندسة، عُين وزيراً للنفط من تاريخ 19 يناير إلى 6 مارس 1924.